# Хан Радосављевића у Доњој Раљи
Хан Радосављевића у Доњој Раљи, насељеном месту на територији Градске општине Сопот, подигнут је у првој половини 19. века. Хан у Доњој Раљи од настанка све до Другог светског рата није мењао намену, користио се као кафана од момента када је потреба за хановима као преноћиштима нестала. Представља непокретно културно добро као споменик културе.

## Изглед хана
Зграда је правоугаоне основе са подужним архитравним тремом који се на обе стране завршава уздигнутим правоугаоним доксатима. Објекат се састоји од осам просторија, у којима је задржан првобитни распоред од једне велике кафанске сале, кухиње, два ходника и четири собе за преноћиште. Првобитни распоред је касније поремећен тиме што је кафанска сала попречним зидом подељена у две просторије а трем затворен једним парапетом и такође, подељен на два дела. 
Кућа је бондручне конструкције постављене директно на темељне камене зидове. Подрум је зидан у ломљеном камену, простире се испод трећине зграде. Спољни носећи зидови имају испун од камена а унутрашњи преградни, такође у бондручној конструкцији, испун од опеке. Кровна конструкција је дрвена са вешаљкама и јаким дрвеним гредама а покривач је ћерамидом. Прозори су двокрилни дупли а врата једнокрилна од пуног дрвета. Подови су од опеке и дашчани. 
По својим основним типским обележјима кућа припада типу тзв. старије моравске куће нарочито распрострањене у овој области током прве половине 19. века. 
Непосредно уз објекат, с његове југозападне стране, налазила се коњушница која је данас порушена. Хан је, данас, делимично урушен. 